# 교통 사고

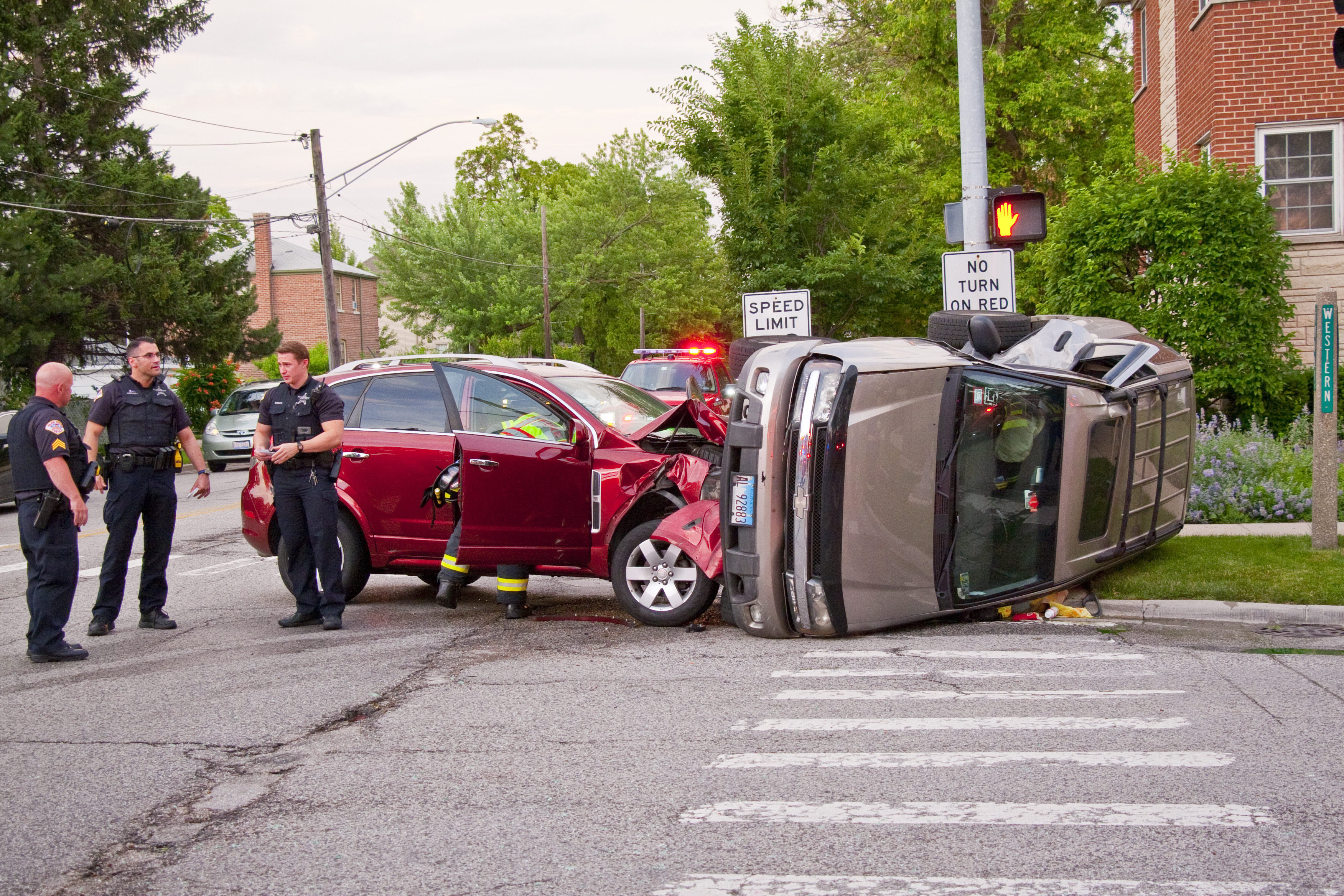
새턴 뷰와 쉐보레 트레일블레이저의 충돌, 그 중 하나가 옆으로 굴러 떨어졌다. 일리노이주 파크 리지에서 발생한 이번 충돌에서 볼 수 있듯이 경찰과 소방관들은 일반적으로 교통사고에 대응한다.

교통 사고(交通事故)는 교통 상 발생하는 모든 사고를 의미한다. 일반적으로 도로 교통에서 자동차 사고 · 자전거 사고 · 보행자 등의 사이에 발생한 사고를 가리키는 경우가 많다. 철도 사고, 해양 사고, 항공 사고 등도 모두 포함한다.
탈것으로 발생한 사고 뿐만 아니라, 보행자로 인한 철도 건널목 사고도 교통 사고로 포함한다.

## 사고 유형
- 도로 교통 사고
  - 자동차 사고
- 철도 사고
  - 탈선
- 항공 사고
- 해양 사고
  - 난파

## 나라별
- 대한민국의 교통 사고
- 교통 관련 사망률에 따른 나라 목록

## 같이 보기
- 도로 교통